# Transylvania University
L'Università Transylvania è un istituto universitario statunitense con sede ad Lexington, nello stato del Kentucky.
Fondata nel 1780, prende il nome dalla "Transylvania colony", una colonia fondata nelle terre corrispondenti grosso modo all'attuale Kentucky nella seconda metà del XVIII secolo.
Originariamente il campus aveva sede nella contea di Boyle, ma fu trasferito a Lexington nel 1789.
L'università è privata e offre attualmente 46 differenti corsi di laurea.

## Storia
L'Università Transylvania è stata la prima università a ovest dei Monti Allegheny e prende il nome dalla colonia della Transilvania, che significa "attraverso i boschi" in latino, con l'obiettivo di educare i buoni cittadini. L'Assemblea della Virginia istituì il seminario della Transilvania nel 1780, quando Thomas Jefferson era governatore della Virginia, prima che il Kentucky divenisse uno stato separato. Il primo sponsor della scuola fu il rettore della Cattedrale di Christ Church (Chiesa Episcopale), il reverendo Moore, anche se in seguito la scuola divenne affiliata alla Chiesa Presbiteriana. Inizialmente situata in una capanna di tronchi nella Contea di Boyle, Kentucky, la scuola si trasferì a Lexington nel 1789. Il primo sito di Lexington era un edificio singolo nell'attuale storico Gratz Park.
Nel 1799, l'istituzione fu chiamata Università Transylvania. Nel 1818, fu costruito un nuovo edificio principale per le classi degli studenti. Quell'edificio andò distrutto in un incendio nel 1829, e la scuola fu trasferita nella sua posizione attuale a nord di Third Street. Old Morrison, l'unico edificio del campus all'epoca, fu costruito tra il 1830 e il 1834, sotto la supervisione di Henry Clay, che insegnava legge ed era membro del consiglio di amministrazione di Transylvania. Dopo il 1818, l'università comprendeva una scuola di medicina, una scuola di legge, una scuola di teologia e un college di arti e scienze.
Un'istituzione che ha contribuito allo sviluppo dell'attuale Università Transylvania è stata il Bacon College di Georgetown - così chiamato in onore di Sir Francis Bacon - che sarebbe stato conosciuto per breve tempo come Kentucky University. Questa scuola non era affiliata all'attuale University of Kentucky. Fondato dalle chiese dei Disciples of Christ nel Kentucky, il Bacon College ha operato dal 1837 al 1851. Era anche distinto dal vicino Georgetown College, un'istituzione sostenuta dai Disciples of Christ. Il Bacon College chiuse a causa della mancanza di finanziamenti, ma sette anni dopo, nel 1858, quando la scuola aveva ottenuto un significativo supporto finanziario, lo statuto del Bacon College fu modificato per istituire la Kentucky University, e fu trasferita in un terreno donato a Harrodsburg. Questa scuola chiuse nel 1860 e il suo edificio di Harrodsburg andò distrutto in un incendio nel 1864. Per mutuo accordo e con un atto della legislatura statale, il college fu fuso con l'Università Transylvania nel 1865.
Fin dai primi anni, la Transylvania ha dominato l'ambito accademico nella regione del Bluegrass ed era la destinazione ambita per i figli della leadership politica del Sud, delle famiglie militari e dell'élite degli affari. Ha attirato molti giovani ambiziosi dal punto di vista politico, tra cui Stephen F. Austin, il fondatore del Texas.